# Мэлоун, Джозеф
Джозеф Мэлоун (англ. Joseph Malone, 1833—1883) — английский кавалер креста Виктории, капитан британской армии.

## Биография
Родился 11 января 1833 года.
Во время Крымской войны он был сержантом в 13-м драгунском полку и находился среди войск, осаждавших Севастополь.
25 октября 1854 года он принимал участие в знаменитой атаке лёгкой бригады под Балаклавой. Во время расстрела атакующей колонны русской артиллерией под Мэлоуном был убит конь и он во время отхода к своим войскам наткнулся на тяжело раненого сержант-майора Джона Берримена, которого вместе с сержантом Джоном Фарреллом вынес из-под огня.
За этот подвиг Мэлоун был награждён крестом Виктории.
Впоследствии Мэлоун был переведён в 6-й драгунский полк и в 1858 году назначен мастером-инструктором верховой езды. В 1881 году он был произведён в капитаны.
Скончался 28 июня 1883 года.
Его крест Виктории хранится в полковом музее 18-го гусарского (бывшего 13-го драгунского) полка в Барнсли (Саут-Йоркшир, Англия).